# Jonathan Pryce

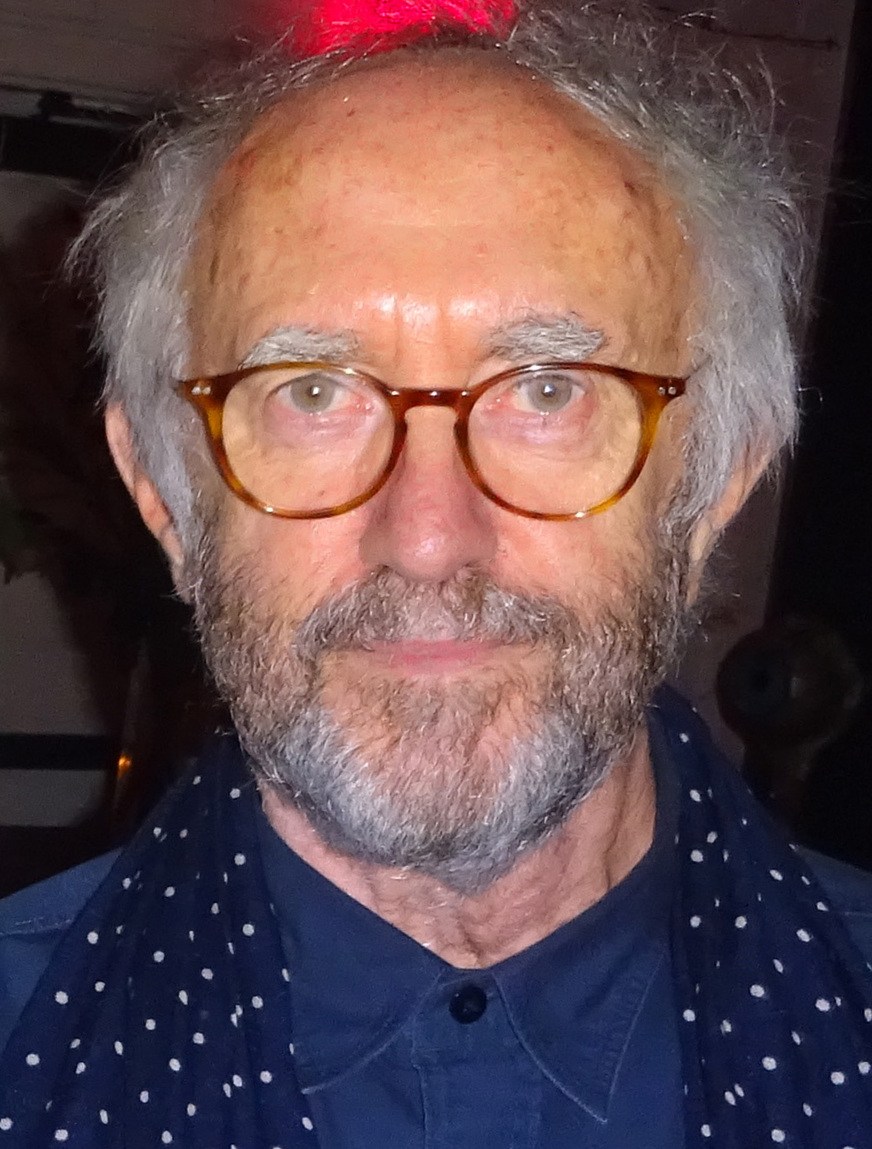
Jonathan Pryce (2016)

Sir Jonathan Pryce, CBE (* 1. Juni 1947 in Carmel, Flintshire, Wales) ist ein britischer Schauspieler.

## Leben
Jonathan Pryce war in den 1970er Jahren Mitglied der Royal Shakespeare Company. Er gab auch ein Konzert auf Walisisch für die Mitglieder der Waliser Nationalversammlung (National Assembly for Wales).
Pryce spielte in zahlreichen Filmen wie Brazil aus dem Jahr 1985 (zusammen mit Robert De Niro und Bob Hoskins), Glengarry Glen Ross aus dem Jahr 1992 (zusammen mit Jack Lemmon, Al Pacino, Ed Harris, Kevin Spacey und Alec Baldwin), Evita aus dem Jahr 1996 (zusammen mit Madonna und Antonio Banderas) und James Bond 007 – Der Morgen stirbt nie aus dem Jahr 1997 (zusammen mit Pierce Brosnan und Judi Dench). Für seine Darstellung in Carrington erhielt er den Darstellerpreis der Internationalen Filmfestspiele von Cannes 1995 und wurde 1996 mit dem Evening Standard British Film Award als bester Darsteller ausgezeichnet. Ab 2003 spielte er in Fluch der Karibik den Vater von Elizabeth Swann (Keira Knightley). Eine Rolle, die er auch in den zwei darauffolgenden Filmen verkörperte.
Besonders häufig ist Pryce in Filmen des Regisseurs Terry Gilliam zu sehen: Gleich in vier Filmen Gilliams hat er Auftritte (Brazil, Die Abenteuer des Baron Münchhausen, Brothers Grimm, The Man Who Killed Don Quixote). Er ist ebenfalls in diversen Theaterrollen zu sehen, wie im Musical Miss Saigon, wofür er 1990 mit dem Laurence Olivier Award ausgezeichnet wurde. 2002 wurde er für diesen Preis für seine Rolle in My Fair Lady nominiert.
Zwischen 2015 und 2016 war Pryce Teil der Besetzung der HBO-Serie Game of Thrones. 2019 war er im Filmdrama Die zwei Päpste in der Hauptrolle des Papst Franziskus zu sehen. Seine Darstellung brachte ihm Nominierungen für den Oscar und Golden Globe Award ein.
Im Gegensatz zu vielen anderen Darstellern hat Pryce keinen festen deutschen Synchronsprecher, am häufigsten wurde er von Lutz Mackensy und Lutz Riedel synchronisiert. Pryce ist verheiratet und hat drei Kinder.
Im August 2020 wurde bekanntgegeben, dass Pryce für die 5. und 6. Staffel in der Netflix-Serie The Crown die Rolle des Prinz Philip übernehmen wird.
Anlässlich der Birthday Honours 2021 wurde Pryce in den Ritterstand erhoben.

## Filmografie (Auswahl)
- 1975: Daft As a Brush
- 1976: Play Things
- 1976: Bill Brand
- 1976: Reise der Verdammten (Voyage of the Damned)
- 1977: Spasms (Fernsehfilm)
- 1977: After the Boom Was Over
- 1980: Breaking Glass
- 1981: Ein perfekter Bruch (Loophole)
- 1982: Tödliche Ehen (Praying Mantis)
- 1983: Martin Luther, Heretic
- 1983: Das Böse kommt auf leisen Sohlen (Something Wicked This Way Comes)
- 1985: Brazil
- 1986: Jumpin’ Jack Flash
- 1986: Hochzeitsnacht im Geisterschloß (Haunted Honeymoon)
- 1987: Mann unter Feuer (Man on Fire)
- 1988: Die Abenteuer des Baron Münchhausen (The Adventures of Baron Munchausen)
- 1989: Er? Will! Sie Nicht? (The Rachel Papers)
- 1991: Hitler zu verkaufen (Selling Hitler)
- 1992: Glengarry Glen Ross
- 1993: Wunderbare Augenblicke der Luftfahrt (Great Moments in Aviation)
- 1993: Zeit der Unschuld (The Age of Innocence)
- 1995: Carrington
- 1996: Evita
- 1997: Die Bibel – David (David)
- 1997: James Bond 007 – Der Morgen stirbt nie (Tomorrow Never Dies)
- 1998: Ronin
- 1999: Stigmata
- 1999: Doctor Who: The Curse of Fatal Death (Kurzfilm)
- 2000: Die Wunder des Taliesin Jones (The Testimony of Taliesin Jones)
- 2001: Das Halsband der Königin (The Affair of the Necklace)
- 2001: Victoria & Albert
- 2002: Wer tötete Victor Fox? (Unconditional Love)
- 2003: Fluch der Karibik (Pirates of the Caribbean: The Curse of the Black Pearl)
- 2003: Was Mädchen wollen (What a Girl Wants)
- 2004: De-Lovely – Die Cole Porter Story (De-Lovely)
- 2005: Brothers Grimm (The Brothers Grimm)
- 2005: The New World
- 2006: Pirates of the Caribbean – Fluch der Karibik 2 (Pirates of the Caribbean: Dead Man’s Chest)
- 2006: Renaissance
- 2007: Pirates of the Caribbean – Am Ende der Welt (Pirates of the Caribbean: At World’s End)
- 2007: Ein verlockendes Spiel (Leatherheads)
- 2008: My Zinc Bed
- 2008: Bedtime Stories
- 2009: Die Echelon-Verschwörung (Echelon Conspiracy)
- 2009: G.I. Joe – Geheimauftrag Cobra (G.I. Joe: The Rise of Cobra)
- 2011: In guten Händen (Hysteria)
- 2012: Dark Blood
- 2013: G.I. Joe – Die Abrechnung (G.I. Joe: Retaliation)
- 2014: The Salvation – Spur der Vergeltung (The Salvation)
- 2015: Die Frau in Gold (Woman in Gold)
- 2015: Wölfe (Wolf Hall, Miniserie)
- 2015–2016: Game of Thrones (Fernsehserie, 12 Episoden)
- 2017: Taboo (Fernsehserie)
- 2017: Die Frau des Nobelpreisträgers (The Wife)
- 2017: Charles Dickens: Der Mann, der Weihnachten erfand (The Man Who Invented Christmas)
- 2018: The Man Who Killed Don Quixote
- 2019: Die zwei Päpste (The Two Popes)
- 2020: Tales from the Loop (Fernsehserie, 4 Episoden)
- 2022: Save the Cinema
- 2022–2023: Slow Horses – Ein Fall für Jackson Lamb (Slow Horses, Fernsehserie, 5 Episoden)
- 2022–2023: The Crown (Fernsehserie, 18 Episoden)
- 2023: One Life
- 2024: 3 Body Problem (Fernsehserie, 5 Episoden)
- 2024: Wilhelm Tell (William Tell)
- 2024: Der Pinguin meines Lebens (The Penguin Lessons)
- 2025: The Thursday Murder Club

## Computerspiel
- 2008: Command & Conquer: Alarmstufe Rot 3

## Auszeichnungen
- 1983: Nominierung – Saturn Award bester Nebendarsteller für Something Wicked this Way Comes
- 1990: Laurence Olivier Theatre Award
- 1992: Semana Internacional de Cine de Valladolid bester Darsteller Zusammen mit Jack Lemmon, Al Pacino, Ed Harris, Alan Arkin, Kevin Spacey und Alec Baldwin für Glengarry Glen Ross
- 1993: Nominierung – Primetime Emmy Award bester Nebendarsteller für Barbarians at the Gate
- 1993: Nominierung – Golden Globe Award bester Darsteller für Barbarians at the Gate
- 1995: Darstellerpreis der Internationalen Filmfestspiele von Cannes für Carrington
- 1995: Nominierung – Chlotrudis Award bester Darsteller für Carrington
- 1996: Evening Standard British Film Award bester Darsteller für Carrington
- 1996: Nominierung – BAFTA Award bester Darsteller für Carrington
- 1997: Nominierung – Genie Award bester Darsteller für Regeneration
- 1997: Nominierung – British Independent Film Award bester britischer Darsteller in einem Independent Film für Regeneration
- 1999: Nominierung – Blockbuster Entertainment Award bester Nebendarsteller-Horror für Stigmata
- 2002: Nominierung für den Laurence Olivier Theatre Award
- 2010: Companion des Liverpool Institute for Performing Arts
- 2020: Nominierung – Golden Globe Award als bester Hauptdarsteller – Drama für Die zwei Päpste
- 2020: Nominierung – Oscar als bester Hauptdarsteller für Die zwei Päpste
- Commander des Order of the British Empire
- 2021: Erhebung in den Ritterstand[3]
- 2023: Nominierung für den Golden Globe Award als Bester Nebendarsteller – Drama- oder Komödien-/Musical-Serie für The Crown